# Jussi Kukkonen
Jussi Vilho Kalevi Kukkonen, född 4 juni 1962 i Kontiolax, är en finländsk miljötoxikolog.
Kukkonen blev filosofie doktor 1992. Han var 1995–1998 biträdande professor i biologi och utnämndes 1998 till professor i ämnet vid Joensuu universitet. Sedan 2012 är han professor vid Jyväskylä universitet.
Han utsågs 2004 till akademiprofessor för en femårsperiod. Av Kukkonens förtroendeuppdrag kan nämnas ordförandeskapet för Miljövetenskapliga sällskapet 2002–2004. År 2009 kallades han till ledamot av Finska Vetenskapsakademien.